# Hargs BK
Hargs BK, tidigare Hargs fabrikers IF, är en idrottsförening stadsdelen Harg i Södermanlands läns residensstad Nyköping, bildad den 7 september 1933. Föreningen har cirka 800 medlemmar och bedriver fotboll för seniorer och ungdomar, fotboll för funktionshindrade (HBK Kickers) samt fritidsgårdsverksamhet i Oppebyskolan.

## Klubbens namn
Föreningen bildades den 7 september 1933 som Hargs fabrikers IF invid Hargs fabrikers AB i Harg. Namnet ändrades till det nuvarande 1961.

## Herrfotboll
Herrlaget har deltagit i seriespel sedan säsongen 1935/1936 och har som bäst spelat fyra säsonger i tredje högsta divisionen, gamla division III 1955/1956-1956/1957, 1966, 1982 och division II 1997. Därtill har laget spelat 23 säsonger i fjärde högsta divisionen (division IV -1986, division III 1987-2005, division II 2006-).
Efter att ha faillit ur division III (numera femtedivisionen) 2019 har HBK spelat i Sörmlandsfyran och gör så fortsatt 2023.

## Damfotboll
HBK har haft ett damlag i seriespel alltsedan 1975, som sedan 2012 spelar i division III. Säsongen 2022 slutade dock laget på åttonde och sista plats.

## Ungdomsverksamhet
Föreningen driver en fritidsgård samt har flera ungdomslag för såväl flickor som pojkar.

## Fotboll för funktionshindrade
Genom HBK Kickers är Hargs BK den enda föreningen i Nyköping med ett etablerat lag för människor med funktionsnedsättning. Laget har varit mycket framgångsrikt och har blivit svensk mästare såväl 2017 som 2018.